# Poison Glen

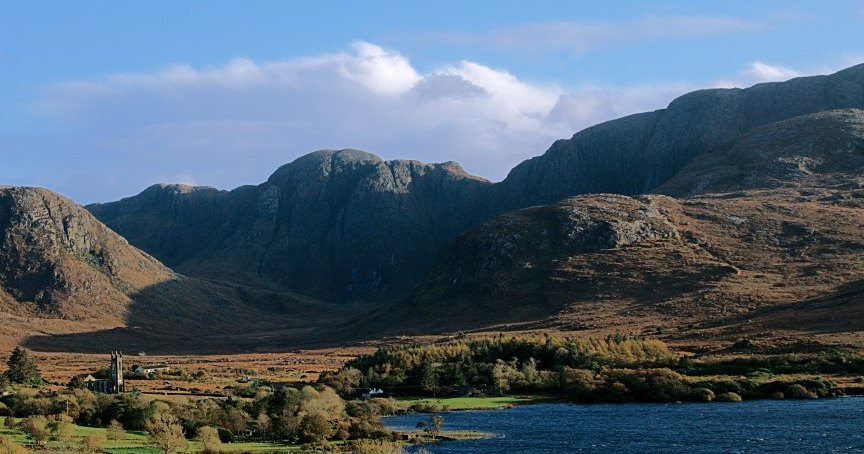
Panoramica del glen con sullo sfondo la caratteristica chiesetta in rovina di Dunlewy

Il Poison Glen o più raramente Poisoned Glen (Gleann Nimhe in gaelico irlandese, anticamente Gleann Neamh) è un glen desolato e selvaggio situato a ridosso delle pendici delle Derryveagh Mountains, nel Donegal nord-occidentale, Irlanda.
È una delle attrazioni turistiche più note ed apprezzate della contea.

## Toponomastica
Il curioso nome della vallata, che tradotto in italiano significa "Valle Avvelenata" o "Valle del Veleno" (a seconda del suffisso -ed finale o meno) nasce a causa di un aneddoto particolare. Originariamente era infatti conosciuto nell'area come Gleann Neamh, ovvero "Valle Paradisiaca". Tuttavia, all'atto di trascrivere e tradurre il nome dal gaelico all'inglese, il cartografo inglese incaricato confuse la parola neamh con nimhe che significa invece "avvelenato". Da quell'errore il luogo, paradossalmente uno dei più belli ed incontaminati dell'area e d'Irlanda, cominciò ad essere sempre chiamato Poisoned Glen.

## Posizione
Il Poison Glen è situato in una cornice scenograficamente spettacolare: a ridosso delle pendici occidentali, ripide e scavate, dei Derryveagh che chiudono la vallata a tipica forma di U come qualsiasi glen, è circondato dalla mole imponente dell'Errigal a nord e dal pittoresco Dunlewy Lough e dall'omonimo villaggio ad ovest.
Per raggiungere il glen si può percorrere una sola strada, la R251 che collega Gweedore a Letterkenny. Guidando verso l'Errigal e Dunlewy il glen apparirà, piuttosto nascosto, alla sinistra; guidando oltre l'Errigal raggiunta Dunlewy invece sarà sulla destra. Per addentrarsi si deve girare alla prima altura su Dunlewy (lo svincolo è marcato comunque) e proseguire fino alla chiesa percorrendo una ripida, stretta e ventosa strada residenziale.

## Turismo

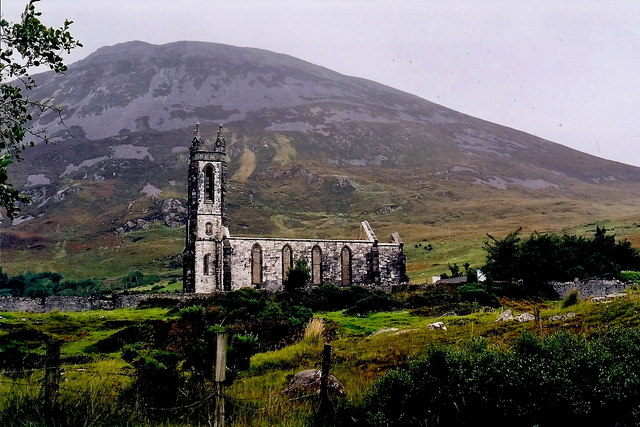
Dettaglio della chiesa in rovina di Dunlewy con alle spalle l'Errigal

Le pendici dei Derryveagh hanno la fortuna di formare ben due glen, entrambi molto suggestivi, il Poison ad ovest ed il Glenveagh ad est: mentre il secondo è stato da sempre più visitato e sfruttato dall'uomo, sia come tenuta nobiliare (tanto che esiste tutt'oggi il Glenveagh Castle) in passato, sia per la costituzione poi del Glenveagh National Park, il Poison Glen è rimasto sempre più desolato ed abbandonato preservando uno stato di incontaminazione maggiore.
Oggi la fama del Poison Glen eguaglia quella del glen accanto ed è visitato per il suo carattere selvaggio. Il panorama dalla chiesetta in rovina di Dunlewy è uno dei più famosi e celebrati del Donegal, nonché tra i più scattati ed apprezzati dai fotografi.
I sentieri da percorrere sono innumerevoli anche se molto meno accessibili rispetto a quelli del Glenveagh e destinati essenzialmente a trekker ed hiker più esperti. Le pendici scoscese dei Derryveagh invece sono molto apprezzate dagli arrampicatori.
Il glen è visibile per intero dalla cima dell'Errigal, ben nota per i suoi panorami eccezionali, ed è probabilmente il punto più fotografato dalla montagna più alta del Donegal assieme al vicino Dunlewy Lough.